# Leobotes
Leobotes o Labotas (griego antiguo: Λαβώτας or Λεωβώτης) fue hijo de Equestrato y cuarto rey de Esparta, de la dinastía Agíadas. Según Eusebio de Cesarea) reinó durante 37 años, período durante el cual tuvo lugar la primera guerra entre Esparta y Argos.
Heródoto cuenta que, bajo su reinado, se llevaron a Esparta las leyes de Licurgo, mientras que para Pausanias, el acontecimiento no tuvo lugar hasta el reinado de su nieto, Agesilao I.
Fue sucedido por su hijo Doriso.